# Tyrannus
Tyrannus – rodzaj ptaków z podrodziny tyranek (Tyranninae) w rodzinie tyrankowatych (Tyrannidae).

## Zasięg występowania
Rodzaj obejmuje gatunki występujące w Ameryce.

## Morfologia
Długość ciała 18,4–40,5 cm; masa ciała 32–60 g.

## Systematyka

### Etymologia
Tyrannus: epitet gatunkowy Lanius tyrannus Linnaeus, 1758 (łac. tyrannus „tyran”, od gr. τυραννος turannos „tyran”). 

### Podział systematyczny
Do rodzaju należą następujące gatunki:
- Tyrannus savana Daudin, 1802 – tyran widłosterny
- Tyrannus caudifasciatus d’Orbigny, 1839 – tyran zadziorny
- Tyrannus niveigularis P.L. Sclater, 1860 – tyran szarogrzbiety
- Tyrannus couchii S.F. Baird, 1858 – tyran teksaski
- Tyrannus crassirostris Swainson, 1826 – tyran grubodzioby
- Tyrannus tyrannus (Linnaeus, 1758) – tyran północny
- Tyrannus vociferans Swainson, 1826 – tyran krzykliwy
- Tyrannus verticalis Say, 1822 – tyran zachodni
- Tyrannus forficatus (J.F. Gmelin, 1789) – tyran różany
- Tyrannus albogularis Burmeister, 1856 – tyran białogardły
- Tyrannus dominicensis (J.F. Gmelin, 1788) – tyran szary
- Tyrannus cubensis Richmond, 1898 – tyran kubański
- Tyrannus melancholicus Vieillot, 1819 – tyran melancholijny